# Scarabaeus palemo
Scarabaeus palemo är en skalbaggsart som beskrevs av Olivier 1789. Scarabaeus palemo ingår i släktet Scarabaeus och familjen bladhorningar. Inga underarter finns listade i Catalogue of Life.